# Курзель, Джастин
Джастин Даллас Курзель, корректно: Керзел (английское произношение: [kɜːrˈzɛl]) (англ. Justin Kurzel; род. 3 августа 1974, Голер, Австралия) — австралийский кинорежиссёр и сценарист. Наиболее известен по экранизации трагедии Уильяма Шекспира «Макбет» и фильму «Кредо убийцы», основанному на серии компьютерных игр «Assassin’s Creed».

## Биография
Джастин Курзель родился 3 августа 1974 года в австралийском городе Голер. В семье было двое детей: сам Джастин и его брат Джед. Их детство прошло в этом же городе. В начале 1990-х годов Джастин вместе с братом переехал в Сидней и поступил там в Национальный Институт Драматического Искусства, чтобы изучать сценографию. В это время Джед создал музыкальную группу The Mess Hall и попросил брата снять на одну из их песен видеоклип, что тот и сделал. После этого Джастин принял решение продолжить заниматься режиссурой, которая и стала его основной профессией.
Сначала Джастин Курзель снимал рекламные ролики. В 2005 году он дебютировал в режиссуре, сняв короткометражный фильм «Синий язык». Дебют в полнометражном кино состоялся в 2011 году: Джастин Курзель снял криминальную драму «Снежный город». За этот фильм он был награждён Премией австралийской академии кинематографа и телевидения за лучшую режиссуру и на Каннском фестивале 2011 года — призом международной ассоциации кинокритиков (ФИПРЕССИ) — специальное упоминание. В 2013 году Курзель выступил режиссёром новеллы «Boner McPharlin’s Moll», которая является частью альманаха «10 мгновений судьбы» писателя Тима Уинтона.
В 2015 году снял фильм «Макбет» с Майклом Фассбендером и Марион Котийяр в главных ролях, который основан на одноимённой пьесе Уильяма Шекспира. Фильм был номинирован на Золотую пальмовую ветвь, а сам Курзель номинировался на Премию британского независимого кино в качестве лучшего режиссёра.
В 2016 году вышел фильм Джастина Курзеля «Кредо убийцы», основанный на серии компьютерных игр Assassin’s Creed. Картина получила в основном негативные отзывы критиков и зрителей и при бюджете в 125 млн долларов собрала 241 млн долларов. Данная лента стала второй совместной картиной Джастина Курзеля, Майкла Фассбендера и Марион Котийяр, которые вместе работали над трагедией «Макбет».
Осенью 2019 года на Международном кинофестивале в Торонто состоялась премьера новой картины режиссёра: о жизни знаменитого бандита Австралии Неда Келли. Вестерн «Подлинная история банды Келли» основан на романе Питера Кэри, принесшем автору вторую Букеровскую премию. В фильме сыграли Джордж Маккей, Рассел Кроу, Чарли Ханнэм, Николас Холт и другие. 
Известно, что Джастин займется режиссурой нескольких эпизодов сериала-адаптации романа «Шантарам» по заказу Apple TV.

## Личная жизнь
С 2002 года Джастин Курзель женат на австралийской актрисе Эсси Дэвис. У них есть двое детей, которые родились в 2006 году.

## Фильмография
| Год  |     | Русское название              | Оригинальное название             | Роль                              |
| ---- | --- | ----------------------------- | --------------------------------- | --------------------------------- |
| 2005 | кор | Синий язык                    | Blue Tongue                       | режиссёр, сценарист, монтажёр     |
| 2010 | ф   | Снежный город                 | Snowtown                          | режиссёр, сценарист               |
| 2013 | ф   | 10 мгновений судьбы           | The Turning                       | режиссёр, сценарист               |
| 2015 | ф   | Макбет                        | Macbeth                           | режиссёр                          |
| 2016 | ф   | Кредо убийцы                  | Assassin's Creed                  | режиссёр                          |
| 2019 | ф   | Подлинная история банды Келли | True History of the Kelly Gang    | режиссёр                          |
| 2021 | ф   | Нитрам                        | Nitram                            | режиссёр                          |
| 2024 | ф   | Безмолвное братство           | The Order                         | режиссёр                          |
| TBA  | ф   | Утро                          | Morning                           | режиссёр                          |
| TBA  | ф   | Мыши                          | Mice                              | режиссёр                          |
| TBA  | с   | Узкая дорога на дальний север | The Narrow Road to the Deep North | режиссёр, исполнительный продюсер |

## Награды и номинации
- 2010 год
  - Приз международной ассоциации кинокритиков (ФИПРЕССИ) — специальное упоминание
  - Премия австралийской академии кинематографа и телевидения за лучшую режиссуру, фильм «Снежный город».
- 2015 год
  - Номинация на Золотую пальмовую ветвь за фильм «Макбет»
  - Номинация на Премию британского независимого кино за лучшую режиссуру, фильм «Макбет»